# 진학사
진학사는 2000년 5월 4명의 창업자들이 ㈜어플라이뱅크 설립, 같은 해 12월 인터넷 원서접수 서비스를 시작했다. 2001년 10월 진학회관으로부터 온라인 입시정보사업 진학닷컴을 인수했고, 2002년 5월 ㈜어플라이뱅크에서 진학사로 사명을 변경했다.
경영혁신형 중소기업으로 2018년 기준, 7개 사업본부에 169명이 재직 중이다. 연결재무제표 기준으로 최근 3개년 평균 매출액 300억 원, 평균 순익 61억 원이다. 진학사의 대표 교재는 블랙라벨시리즈라 할 수 있다.

## 역사
- 2000 ‘어플라이뱅크’ 창업, 인터넷 원서접수서비스
- 2002 ㈜진학사 사명변경
- 2003 합격예측 서비스
- 2006 ‘블랙박스’ 참고서 부문 인수
- 2007  청소년교육연구소 설립, 진학예측진단(KMDT) 개발
- 2018 취업 카페 오픈 (캐치신촌, 캐치안암)